# Alejandro Guerra
Alejandro Guerra est un footballeur international vénézuélien né le 9 juillet 1985 à Caracas. Il évolue au poste de milieu offensif, et est actuellement sans club.

## Carrière
| Saison    | Club               | Division | Matches | Buts |
| --------- | ------------------ | -------- | ------- | ---- |
| 2002-2003 | Caracas FC         | D1       |         |      |
| 2003-2004 | Juventud Antoniana | D2       |         |      |
| 2004-2005 | Caracas FC         | D1       |         |      |
| 2005-2006 | Caracas FC         | D1       |         |      |
| 2006-2007 | Caracas FC         | D1       |         |      |
| 2007-2008 | Caracas FC         | D1       | 23      | 4    |
| 2008-2009 | Caracas FC         | D1       |         |      |

## Palmarès
- Atlético Nacional
  - Vainqueur de la Copa Libertadores en 2016

- Palmeiras
  - Champion du Brésil en 2018

## Sélections
- 59 sélections et 3 buts avec l'équipe du Venezuela depuis 2006